# Amt Krickenbeck
Amt Krickenbeck, auch genannt Amt Krieckenbeck, Amt Krieckenbeek, Amt Krieckenbeeck oder Amt Kriekenbeek, ist ein historisches Amt im Oberquartier des Herzogtums Geldern. Das Amt lag am Niederrhein an den Flüssen Nette und Niers.

## Die Grafschaft Krickenbeck
Im Mühlgau bildeten sich mehrere Grafschaften, eine solche war Krickenbeck, benannt nach der Burg Alt Krickenbeck. Diese Grafschaft fiel durch Erbschaft an Graf Adolf I. von der Mark, einen Sohn der Alveradis von Krickenbeck. Im Jahr 1243 verkaufte jener Adolf I. das Krickenbecker Land an Graf Otto II. von Geldern. Die kleine Grafschaft Krickenbeck wurde so in einen Verwaltungsbezirk der Grafschaft Geldern umgewandelt, das Amt Krickenbeck.

## Das geldrische Amt Krickenbeck
Neben dem Land von Krieckenbeck umfasste das Amt die Herrlichkeit Wankum, Herongen, Grefrath, Leuth und Lobberich.
Nicht zum Land Krieckenbeck, wohl aber zum Amt gehörten Venlo und die Exklave Viersen. Venlo wurde nach Erhebung zur Stadt 1343 ein eigenständiger Gerichtsbezirk. Mittelpunkt des Amtes und Sitz des Gerichtes war Hinsbeck.

## Das geldrische Amt Erkelenz
Der Drossard (Amtmann) des Amtes verwaltete auch in Personalunion das südlich gelegene Amt Erkelenz, eine geldrische Exklave im Herzogtum Jülich. Hierzu gehörten die Herrlichkeit Erkelenz mit einigen umliegenden Dörfern und Brempt, Niederkrüchten, Oberkrüchten und Wegberg. Die vier Orte waren von Erkelenz durch Gebiete des Jülicher Herzogtums und Schwanenberg, das zu Wickrath gehörte, getrennt. Der Drost wurde im Amt Erkelenz durch den Vogt vertreten, der zugleich als landesherrlicher Richter im Schöffengericht in Kriminalprozessen tätig war. Der Vogt zog auch die landesherrlichen Schatzungen ein.

## Die Drosten van Krieckenbeck
Die Drosten verwalteten im Auftrag des geldrischen Herzogs das Amt.
Die folgende Liste ist unvollständig.
| Amtsperiode | Name |
| ----------- | --- |
| 1288        | Rutger von Tysse |
| 1347        | Arnold Spede (von Spee) |
| 1348        | Henrik der Lange |
| 1360        | Johan von Broichhausen (Sohn von Wilhelm von Broichhausen, der 1338 die Burg und die Unterherrschaft Wickrath vom geldrischen Herzog erhalten hatte) |
| 1364        | Johan von Broichhausen |
| 1373        | Johan von Broichhausen |
| 1381–1397   | Heinrich van Wickrath |
| 1398–1400   | Karl von Wyenhorst |
| 1400–1404   | Heinrich IV. von der Neersen |
| 1406–1420   | Johan von Wickrath |
| 1420–1429   | Wilhelm von Wachtendonk |
| 1429–1449   | Johan von Wickrath |
| 1449        | Johan von Wachtendonk |
| 1461        | Sweer von Warick |
| 1465        | Heinrich von Wickrath |
| 1466–1467   | Eduard Vogt zu Bell (Herr von Wickrath von 1474 bis 1482) |
| 1467?-1471  | Johan von Wickrath |
| 1471–1486   | Reiner von Holthuysen |
| 1487–1488   | Wilhelm I. von Neuenahr |
| 1492–1496   | Johan Bastard von Geldern |
| 1496–1501   | Andreas von Vischennich genannt Bell |
| 1502–1503   | Wilhelm van Flymerschem |
| 1524        | Franz Voß von Schwarzenberg |
| 1533        | Junker Frans Voß |
| 1536        | Franz Voß von Schwarzenberg |
| 1539        | Franz von Stalbergen |
| 1540        | Frans von Stalbergen |
| 1555–1567   | Jan (Johann) van Stalbergen, der Ältere |
| 1569–1581   | Jan (Joann) von Stalbergen, der Jüngere |
| 1581–1586   | Johan von Holthuysen (Holthuisen) |
| 1605        | Arnold von Amsteradt, Herr zu Geleen und Amsteradt |
| 1625        | Johann Friedrich I von Schaesberg zu Krichenbeck |
| 1638–1664   | Arnold V Wolfgang Graf Huyn von Amstenraedt und Geleen |
| 1669        | Wolfgang Wilhelm von Schaesberg zu Krichenbeck |
| 1673        | Wolfgang Wilhelm von Schaesberg zu Krichenbeck wird erblicher Amtmann von Krichenbeck und Erkelenz. Bis zum Ende des Ancien Regimes sind seine Nachfahren die Amtmänner von Krickenbeck. Erkelenz wurde 1714 abgetrennt und fiel an Johann Wilhelm von Jülich und Kurfürst von der Pfalz |
|             | Johann Friedrich Wilhelm von Schaesberg |
|             | Johann Wilhelm von Schaesberg |
|             | August Joseph Maria von Schaesberg |